# Pholcus vachoni
Pholcus vachoni är en spindelart som beskrevs av Dimitrov och Ignacio Ribera 2005. Pholcus vachoni ingår i släktet Pholcus och familjen dallerspindlar.
Artens utbredningsområde är Marocko. Inga underarter finns listade i Catalogue of Life.